# FCRL2
Protein giống thụ thể Fc 2 (tiếng Anh: Fc receptor-like protein 2) là protein ở người được mã hóa bởi gen FCRL2.